# レベッカ・クラーク

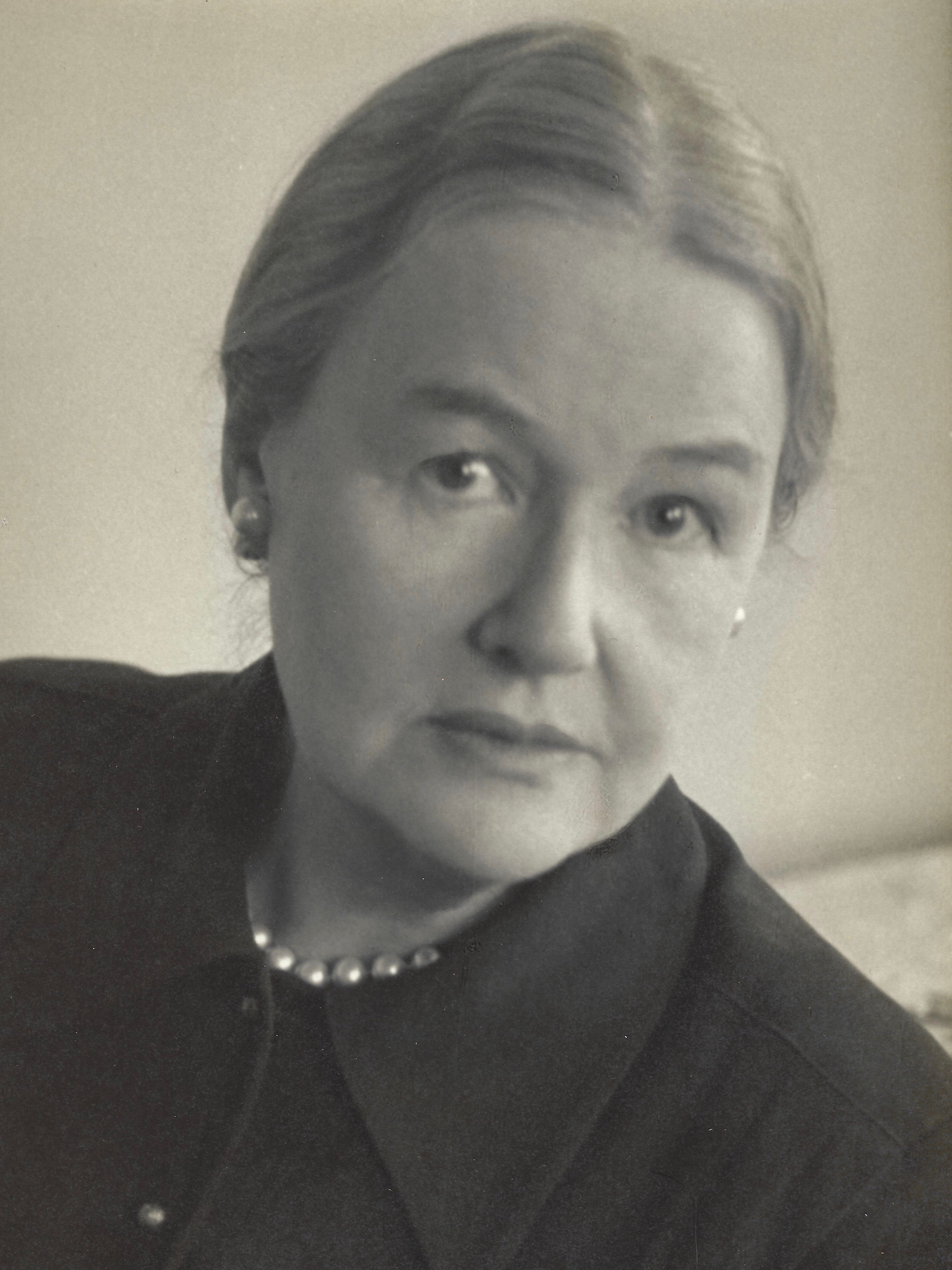
レベッカ・クラーク

レベッカ・クラーク（Rebecca Helferich Clarke [Friskin], 1886年8月27日 - 1979年10月13日）は、イギリスのヴィオラ奏者。作曲家としては、ヴィオラを主役にした室内楽を手懸けた。第一次世界大戦と第二次世界大戦のはざまの戦間期に活躍したイギリスの作曲家のうちで、最も重要な一人に数えられている。また、同世代の女性作曲家に、彼女ほど個性的な作品を生み出した人物は他にいないとも評されてきた。

## 概略
クラークは、女性作曲家についてのジェンダー認識のせいで、少ししか作曲しなかったが、それでもなお彼女の作品は、作曲技術ゆえに認められていた。クラーク作品は、今なお大半が出版待ちの状態であり、後半生に作曲を止めてからほとんどが忘れられていた。1970年代後半に彼女の作品に対する研究や関心が蘇った時、作曲者はすでに90歳という高齢に達していた。

## 生涯

### 前半生
イングランドのハーロウに生まれる。父ジョゼフ・サチャー・クラークはアメリカ合衆国出身の商人で、母アグネス・パウリーナ・マリーエ・アマーリエ・ヘルフェリヒはバイエルン出身のドイツ人であった。いきおい英語とドイツ語の二言語使用の環境に育つ。家族や友人からはベックル（Beccle）の愛称で親しまれた。
クラークの生涯と音楽活動の道のりは、性別に強く影響されている。音楽の学習を王立音楽アカデミーで始めるが、ヴァイオリン教師のパーシー・ヒルダー・マイルズに言い寄られてからは、父親によって退学させられてしまう。その後は王立音楽大学に進学し、スタンフォードに認められて作曲科の最初の女子学生の一人となる（クラーク自身が、自分が最初であると言っているのは、記憶違いである）。スタンフォードに説き伏せられて、楽器をヴァイオリンからヴィオラに乗り換え、往年の名ヴィオラ奏者ライオネル・ターティスに師事。その後クイーンズ・ホール管弦楽団の楽団員に迎えられ、女性で最初のオーケストラでの演奏者の一人となった。
父親の不倫関係を批判したことを理由に、後ろ盾のないままに家から叩き出されたクラークは、ヴィオラ奏者として身を立てるようになり、1916年に演奏旅行でアメリカ合衆国に渡った。彼女の創作活動が一挙に開花し、1919年には、自他ともに認める現代芸術の庇護者エリザベス・クーリッジ夫人が後援する作曲コンクールに、《ヴィオラ・ソナタ》を提出した。72点の応募作のうち、エルネスト・ブロッホと最優秀賞を分かち合った。しかしクーリッジ夫人は、ブロッホを覇者とした。
これには裏話が続いている。当時、クラークはクーリッジ夫人の近所に住んでいた。後で事情を知った審査団のうち2人から、このような感想がもれたという。「自分たちはクラーク嬢の作品こそ好ましいと思っていましたが、夫人がブロッホを勝たせたのは正解でした。夫人が近所の友人を勝たせたとなったら、できたばかりのコンクールの評判を落としかねませんでしたからね。」
さらにこのような裏話が続いた。「レベッカ・クラーク」という名義は、実はブロッホの偽名に違いない、少なくともクラーク自身にこのような作品が書けるわけないと、想像を逞しくする向きもあったという。このように、女性にも芸術作品が書けるはずだとする考え方は、当時はほとんど聞かれなかったのである。
クラークの《ヴィオラ・ソナタ》は好評をもって迎えられ、1919年のバークシャー音楽祭において初演を見た。1921年には、今度は賞を逃しはしたものの、《ピアノ三重奏曲》によって再び圧倒的な印象を残した。次の作品は、1923年の《チェロとピアノのための狂詩曲》で、これによって唯一の（エリザベス・クーリッジ賞の）女性受賞者に輝いた。この3作が、クラークの作曲活動の頂点を築いている。これ以降は作曲活動は散発的になり、1930年代にはめったに作曲しなかった。またその頃は、演奏活動を続けていたにもかかわらず、たとえばベビーシッターなどの仕事にも就いていたため、作曲していられなかったのである。
1939年から1942年にかけての年代は、彼女の創作力を試す最後のチャンスとなった。この頃までにクラークはアメリカ合衆国で実弟と暮らしており、弟たちが彼女の目に、父親のように意地悪くなったように見えたのは、辛いことだった。不幸だったその頃は、しかしながら実り豊かな時期になるやに思われたが、長続きはしなかった。

### 後半生と結婚
クラークは1942年以降は演奏も作曲もほとんど行わなかった。鬱病の慢性化した気分変調にさいなまれ、創作に対する励ましを受けられず、時に無遠慮で落ち込ませるような評価を受けたことも、彼女が筆を折ることにつながった。おそらく作曲に対して最大の障害となったのは、性役割についての彼女なりの考え方であろう。1944年に、旧友でジュリアード音楽学校のピアノ科教師ジェームズ・フリスキンと再会し、そのまま結婚することになる。クラークは、自分に家事と作曲を両立させることができるとは思っていなかった。「朝めざめて一番にするべきことがそれだと思わない限り、私に作曲をすることはできません。（実際、）夜になって寝る前に、最後に思いつくのが作曲なのです」。クラークは、家事の責任を持つことは作曲よりも大事なことだと考えた。クラークは、作曲することはやめたが、亡くなる直前まで編曲に取り組んでいた。結婚後は演奏もやめた。最後の作品は、結婚後に作曲された3曲のうちの1つで、 1954年に作曲された歌曲《神は木を作りたもうた God Made a Tree》（2002年出版）であろう。
レベッカ・クラークは、後に（パーシー・マイルズの遺産の）ストラディヴァリウスのヴァイオリンを処分して、王立音楽アカデミーにメイ・マクレ賞を創設した。メイ・マクレとは、若き日のクラークがしばしば共演した、親友の女性チェリストの名である。同賞は今なお例年、すぐれたチェロ奏者に授与されている。
1967年に夫フリスキンが世を去ってから、クラークは回想録『私にもお父さんがいた I Had a Father Too (or the Mustard Spoon)』を書き始める。脱稿したのは1973年だったが、決して出版しなかった。その中でクラークは、たび重なる父親の殴打や、よそよそしい家族関係がめだつ生い立ちについて述べ、それが自分の適当な居場所という考え方に影響を与え続けたのだとしている。音楽家としての野心を父親に認めてもらえなかったことや、自分ときょうだいが父親に手荒い扱いを受けたことは、彼女の作曲活動に影響を及ぼしたものと思われる。1979年にニューヨークの自宅で大往生を遂げ、火葬に付された。93歳であった。

## 作品と作曲様式
クラーク作品の大部分がヴィオラを目立たせ、この楽器の表現力をうまく利用しているのは、クラークが職業演奏家として長年にわたって活躍したからである。クラーク作品のほとんどは、自分自身のために、あるいは彼女も所属していた女性演奏家のみの室内合奏団のために作曲されている（ノラ・クレンチ四重奏団、イングリッシュ・アンサンブル、ダラーニ姉妹など）。国際的な演奏旅行も行なっており、特にチェリストのメイ・マクレと共演することが多かった。クラークの作品は、20世紀音楽の様々な潮流に影響されている。クラークは当時の指導的な作曲家を知っており、中でもブロッホやラヴェルの作品と彼女の作品は比較されてきた。
もの憂いテクスチュアや近代的な和声法ゆえに、ドビュッシー流のフランス印象主義音楽とのつながりがしばしば論じられている。クラークの（ブロッホやヒンデミットと同年に出版された）《ヴィオラ・ソナタ》はとりわけ特徴的で、ペンタトニックの開始主題、分厚い和音、濃密な情感、緻密でリズム的に複雑なテクスチュアなどが認められる。《ヴィオラ・ソナタ》はこんにち、部分的にヴィオラ奏者の標準的な演目にとどまっている。《ヴィオラ・ソナタ》の前年に作曲された《眠りの神 Morpheus》は、最初の大掛かりな作品であり、これより先の10年間は、歌曲や小品ばかりが作曲された。クーリッジ夫人から賞金を受けた《チェロとピアノのための狂詩曲》は、クラークの最も野心的な作品の一つで、演奏時間にして約23分、複雑な楽想と、曖昧模糊とした調性感が、曲の気分の変化に寄与している。この作品の翌年に作曲された《真夏の月夜 Midsummer Moon》は、対照的に軽い小品で、空気の揺らめきのような独奏ヴァイオリンの旋律線が印象的である。
弦楽器のための作品に加えて、多くの歌曲も作曲している。初期作品のほとんどは、独唱とピアノのための作品である。ウィリアム・ブレイクの有名な詩に作曲した《虎 The Tiger》は、暗く欝々とした、ほとんど表現主義的な作品である。これは、既婚者のバリトン歌手ジョン・ゴスと激情で結ばれた時期に、5年がかりで、他の作品を除外してまで取り組んだ作品なのである。しかしながらたいていの歌曲は、本質的にむしろ軽い。クラークの初期作品はサロン音楽である。クラークは、もっぱら古典的なテクストを採用することを好み、ウィリアム・バトラー・イェイツやジョン・メイスフィールド、あるいは漢詩を使って歌曲を作曲した。
1939年から1942年まで、作曲活動が終焉を迎える最後の実り豊かな時期に、クラークの作曲様式は韜晦でなくなり、動機や調性が強調され、より明快で対位法的になり、新古典主義音楽の影響が歴然と現われるようになる。近年出版されたヴァイオリンとヴィオラ、ピアノのための《ドゥームカ Dumka》（1941年作曲）は、バルトークやマルティヌーらの東欧の民族音楽の影響が反映されている。クラーク自身が初演した、ヴィオラ独奏ないしはチェロ独奏とピアノのための《古いイングランドの旋律によるパッサカリア Passacaglia on an Old English Tune》（1941年作曲）は、トマス・タリス作曲と伝えられる旋律に基づき、これは作品を通して現われる。作品は旋法的な趣きがあり、主にドリア旋法によっているが、もの珍しいフリギア旋法にも傾いている。この曲は「BB」なる人物に献呈されているが、クラークの姪モードリンや研究者は、具体的に言うとこの頭文字はベンジャミン・ブリテンに言及しているのではないかと推測している。この頃ブリテンは、恩師フランク・ブリッジの追悼演奏会を準備しており、生前のブリッジは、クラークにとって友人であり、ヴィオラ奏者や作曲家として有力な先輩でもあった。《前奏曲、アレグロと牧歌 Prelude, Allegro, and Pastorale》もやはり1941年に完成された、もう一つの新古典主義的な作品であり、クラリネットとヴィオラのために作曲されている（もともとは弟夫婦のために作曲された作品である）。1940年代にレイフ・ヴォーン・ウィリアムズはクラークと親交を結び、彼女の作品を特集した演奏会でたびたび指揮することもあった。（ちなみにヴォーン・ウィリアムズとブリッジは、互いに作風は全く異なっていたが、ともにスタンフォード門下であり、当然クラークの兄弟子に当たる。）
女性の社会的役割――とりわけ自分自身――についてのクラークの見方は、大形式による作品を作曲しようとする野心と、折り合いが付いていなかった。クラークの作品は、ほとんどが、室内楽の小曲や歌曲である。周知のように、交響曲のような大規模作品が欠けており、その才能にもかかわらず、クラークは大規模作品を作曲しようとしなかった。しかしながら、いくつかの合唱曲は、大掛かりに構想されており、わけても《詩篇 第91番》や、シェリーの『ヘラ』による女声合唱のための作品がその代表である。両作品とも、死後出版を経て間もなく、2003年に録音された。
クラーク作品は長い間ひたすら忘れられていた。クラーク作品の復活は、1976年にラジオ放送局が、クラークの生誕90周年を記念したことに始まり、近年の研究活動、とりわけレベッカ・クラーク協会による活動によって、彼女の名はこのかた聴衆の意識に戻りかけている。クラーク作品の半数は今なお未出版のままであり、著作の大半と並んで相続人の個人蔵となっている。しかしながら2000年代初頭に、クラーク作品復活への関心はとどまることなく、いっそう多くの作品が録音され、復刻されたり新たに出版されるようになり、彼女の作品が身近になるような努力が続けられている。たとえば2002年には、2つの弦楽四重奏曲と、ヴィオラとピアノのための抒情的小品《眠りの神》が出版された。後者は、「アントニー・トレント Anthony Trent」という偽名を用いて、生前プログラムで本名を明かすのを避けた作品の一つである（「トレント」作品を褒めた評論家が、クラーク名義のその他の作品をひたすら無視したという逸話も残されている。）。

### 作品一覧
- "Wandrers Nachtlied" (ca. 1903), song, text Goethe
- "Ah, for the red spring rose" (1904), song
- "Aufblick" (1904), text Richard Dehmel
- "Chanson" (ca. 1904), text Maurice Maeterlinck
- "Klage" (ca. 1904), song, text Dehmel
- "O Welt" (ca. 1904) , song
- "Shiv and the Grasshopper" (1904), song, text Rudyard Kipling
- "Stimme im Dunkeln" (ca. 1904), song, text Dehmel
- "Du" (1905), song, text Richard von Schaukal
- "The moving finger writes" (1905), song, text from the Rubaiyat of Omar Khayyam|Rubaiyát of Omar Khayyám (tr. Edward FitzGerald)
- "Oh, Dreaming World" (1905), song
- "Wiegenlied" (ca. 1905), voice, violin, and piano, text Detlev von Liliencron
- "Durch die Nacht" (1906), song, text Dehmel
- "Nach einem Regen" (ca. 1906), song, text Dehmel
- "Now fie on love" (ca. 1906), SATB choir
- "Das Ideal" (ca. 1907), song, text Dehmel
- "Magna est veritas" (1907), song, text Coventry Patmore
- "Manche Nacht" (1907), song, text Dehmel
- "Nacht für Nacht" (1907), song, text Dehmel
- "Vergissmeinnicht" (1907), song, text Dehmel
- "Music, when soft voices die" (1907), SATB choir, text Percy Bysshe Shelley
- "A Lover’s Dirge" (ca. 1908), SATB choir, text William Shakespeare's Twelfth Night
- Sonata (1907–9), violin and piano
- Sonata (1908–9), violin and piano
- Theme and Variations (1908, now lost)
- "The Owl" (ca. 1909), SATB choir, text Tennyson
- "Spirits" (ca. 1909), song for 2 high voices and piano, text Robert Bridges
- Danse bizarre (1909, now lost), two violins
- Lullaby (1909), viola and piano
- "The Color of Life" (ca. 1910), song, text from traditional Chinese writings
- "Return of Spring" (ca. 1910), song, text from traditional Chinese writings
- "Tears" (ca. 1910), song, text from traditional Chinese writings
- "The folly of being comforted" (ca. 1911), song, text William Butler Yeats
- "Come, oh come, my life’s delight" (ca. 1911-12), SATB choir, text Thomas Campion
- "My Spirit like a charmed bark doth float" (ca. 1911-12), SATB choir, text Shelley
- "Shy One" (ca. 1912), song, text Yeats
- "The Cloths of Heaven" (ca. 1912), song, text Yeats
- "Weep you no more sad fountains" (ca. 1912), song, text Anonymous
- "Away delights" (ca. 1912-13), song, 2 voices and piano, text John Fletcher
- "Hymn to Pan" (ca. 1912-13), song, tenor, baritone, and piano, text Fletcher
- Lullaby (1913), viola and piano
- "Infant Joy" (ca. 1913), song, text Blake
- "Philomela" (ca. 1914), song, text Sir Philip Sidney
- Lullaby and Grotesque (ca. 1916), viola (or violin) and cello
- Morpheus (1917-18), viola and piano
- Untitled work for viola and piano (1917–18)
- Lullaby (1918), violin and piano
- Sonata (1919), viola (or cello) and piano
- "Down by the salley gardens" (1919), song, text Yeats
- Psalm 63 (1920), song
- "Chinese Puzzle" (1921), violin and piano
- Epilogue (1921), cello and piano
- Piano Trio (1921), violin, viola, and piano
- He that dwelleth in the secret place (Psalm xci) (1921), SATB choir with S,A,T,B solo
- "The Seal Man" (1922), song, text John Masefield
- Rhapsody (1923), cello and piano
- Comodo et amabile (1924), string quartet
- "Midsummer Moon" (1924), violin and piano
- "June Twilight" (1925), song, text Masefield
- Poem (1926), string quartet
- "A Dream" (1926), song, text Yeats
- "Sleep" (1926), song for tenor, baritone, and piano, text Fletcher
- "Take, O take those lips away" (ca. 1926), song for tenor, baritone, and piano, text Shakespeare, Measure for Measure
- "The cherry-blossom wand" (1927), song, text Anna Wickham
- "Eight o-clock" (1927), song, text A.E. Housman
- "Greeting" (ca. 1928), song, text Ella Young
- "There is no rose of such virtue" (1928), baritone solo and alto, tenor, baritone, bass choir, after a 15th c. English carol
- "The Aspidistra" (1929), vocal, text Claude Flight
- "Cradle Song" (1929), song, text William Blake
- Cortège (1930), piano
- "The Tiger" (1929–33), vocal, text Blake
- Ave Maria (ca. 1937), SSA choir
- Untitled work for two violins (ca. 1940, unfinished)
- "Binnorie" (ca. 1940), song after a traditional ballad
- "Combined Carols" (1941), string quartet or string orchestra
- Passacaglia on an Old English Tune (?1940–41), viola (or cello) and piano
- "Lethe" (1941), song, text Edna St. Vincent Millay
- Prelude, Allegro and Pastorale (1941), viola and clarinet
- Dumka (ca. 1941), violin, viola, and piano
- "Daybreak" (ca. 1941), voice and string quartet, text John Donne
- "The Donkey" (1942), song, text G.K. Chesterton
- Chorus from Hellas (ca. 1943), SSSAA choir
- "I'll bid my heart be still" (1944), viola and piano
- "God made a tree" (1954), vocal, text Katherine Kendal

## レベッカ・クラーク協会
2000年9月のブランダイス大学でのクラーク作品を記念したイベントに際して、レベッカ・クラーク作品の演奏・研究・普及を目的としてレベッカ・クラーク協会が設立された。音楽学者ライアン・カーティスとジェシー・アン・オーエンスにより創設され、ブランダイス大学の女性学研究センターに事務局を設置して、協会はクラーク作品の録音と研究の推進を図っている。特に、世界水準の演奏、未公開作品の録音、および論文誌への論文公表などの活動を行っている。もう一人の初期の理事でもあるローラ・メイシーは現在、音楽に関する高い評価を得た参考文献を編纂する『グローブ・ディクショナリー・オブ・ミュージック・アンド・ミュージシャンズ』の監修者となっており、1980年版からはクラークを含む女性作曲家についての著書の記述についても収集を増やしている。
特に注意が払われているものとしては、クラークの遺産から見つかった未公開作曲作品がある。これには、クラークの死まで家族さえ知らなかった作品も含まれている。「Binnorie」はケルト風民謡を基にした12分間の曲で、1997年に発見され、2001年まで演奏されなかった。協会設立以降、未発表作品の公開は25作品を超える。《チェロとピアノのための狂詩曲》の拡大版を含むクラークの室内楽曲のいくつかと、唯一のピアノ曲Cortègeは、クラークの遺産から発掘された資料を利用して、2000年にダットン・レーベルで初めてレコーディングされた。ダットンレーベルは1907年と1909年のヴァイオリンソナタを2002年に初演した際もその運営と資金提供を行った。クラーク作品のコンサートにも積極的に関わっており、特にボストン地区での公演に力を注いでいる。
クラークの活動の普及に加えて、協会は女性作曲家の支援活動して、レベッカ・クラーク賞に資金を供出し、女性作曲家による作品の顕彰も行っている。コンテストは2003年に始まり、2年おきに開催されることとなっている。